# Nico Santos/Diskografie
Diese Diskografie ist eine Übersicht über die musikalischen Werke des deutschen Singer-Songwriters Nico Santos und seiner Pseudonyme Santi und Santos. Den Schallplattenauszeichnungen zufolge verkaufte er bisher mehr als 6,7 Millionen Tonträger, davon alleine in seiner Heimat über sechs Millionen, womit er zu den Musikern mit den meisten Tonträgerverkäufen des Landes zählt. Seine erfolgreichste Veröffentlichung ist die Single Rooftop mit über 930.000 verkauften Einheiten.

## Alben

### Studioalben
| Jahr | Titel Musiklabel                     | Höchstplatzierung, Gesamtwochen, AuszeichnungChartplatzierungen (Jahr, Titel, Musiklabel, Platzierungen, Wochen, Auszeichnungen, Anmerkungen) | Höchstplatzierung, Gesamtwochen, AuszeichnungChartplatzierungen (Jahr, Titel, Musiklabel, Platzierungen, Wochen, Auszeichnungen, Anmerkungen) | Höchstplatzierung, Gesamtwochen, AuszeichnungChartplatzierungen (Jahr, Titel, Musiklabel, Platzierungen, Wochen, Auszeichnungen, Anmerkungen) | Höchstplatzierung, Gesamtwochen, AuszeichnungChartplatzierungen (Jahr, Titel, Musiklabel, Platzierungen, Wochen, Auszeichnungen, Anmerkungen) | Anmerkungen                                               |
| Jahr | Titel Musiklabel                     | DE | AT | CH | ES | Anmerkungen                                               |
| ---- | ------------------------------------ | --- | --- | --- | --- | --------------------------------------------------------- |
| 2018 | Streets of Gold Virgin Records (UMG) | DE25 (6 Wo.)DE | AT69 (1 Wo.)AT | CH29 Platin · (4 Wo.)CH | — | Erstveröffentlichung: 12. Oktober 2018 Verkäufe: + 20.000 |
| 2020 | Nico Santos Virgin Records (UMG)     | DE3 (31 Wo.)DE | AT5 (14 Wo.)AT | CH2 (16 Wo.)CH | — | Erstveröffentlichung: 8. Mai 2020                         |
| 2023 | Ride Virgin Records (UMG)            | DE2 (4 Wo.)DE | AT42 (1 Wo.)AT | CH37 (2 Wo.)CH | — | Erstveröffentlichung: 26. Mai 2023                        |

### EPs
| Jahr | Titel Musiklabel            | Anmerkungen                             |
| ---- | --------------------------- | --------------------------------------- |
| 2021 | Summer Virgin Records (UMG) | Erstveröffentlichung: 20. August 2021   |
| 2021 | Autumn Virgin Records (UMG) | Erstveröffentlichung: 3. September 2021 |

## Singles

### Als Leadmusiker
| Jahr | Titel Album                                           | Höchstplatzierung, Gesamtwochen, AuszeichnungChartplatzierungen (Jahr, Titel, Album, Platzierungen, Wochen, Auszeichnungen, Anmerkungen) | Höchstplatzierung, Gesamtwochen, AuszeichnungChartplatzierungen (Jahr, Titel, Album, Platzierungen, Wochen, Auszeichnungen, Anmerkungen) | Höchstplatzierung, Gesamtwochen, AuszeichnungChartplatzierungen (Jahr, Titel, Album, Platzierungen, Wochen, Auszeichnungen, Anmerkungen) | Höchstplatzierung, Gesamtwochen, AuszeichnungChartplatzierungen (Jahr, Titel, Album, Platzierungen, Wochen, Auszeichnungen, Anmerkungen) | Anmerkungen                                                                                       |
| Jahr | Titel Album                                           | DE | AT | CH | ES | Anmerkungen                                                                                       |
| ---- | ----------------------------------------------------- | --- | --- | --- | --- | ------------------------------------------------------------------------------------------------- |
| 2014 | Symphony –                                            | — | — | — | — | Erstveröffentlichung: 17. Oktober 2014 feat. B-Case                                               |
| 2017 | Goodbye to Love –                                     | — | — | — | — | Erstveröffentlichung: 7. April 2017 mit Broiler                                                   |
| 2017 | Rooftop Streets of Gold                               | DE5 ×2Doppelplatin · (32 Wo.)DE | AT2 Platin · (24 Wo.)AT | CH5 ×5Fünffachplatin · (29 Wo.)CH | — | Erstveröffentlichung: 29. September 2017 Verkäufe: + 930.000                                      |
| 2018 | Safe Streets of Gold                                  | DE24 Gold · (18 Wo.)DE | AT23 Gold · (16 Wo.)AT | CH36 ×2Doppelplatin · (16 Wo.)CH | — | Erstveröffentlichung: 1. Juni 2018 Verkäufe: + 255.000                                            |
| 2018 | Oh Hello Streets of Gold                              | — | — | CH— GoldCH | — | Erstveröffentlichung: 28. September 2018 Verkäufe: + 10.000                                       |
| 2019 | Unforgettable Streets of Gold (Unforgettable Edition) | DE66 Gold · (10 Wo.)DE | AT63 (8 Wo.)AT | CH— GoldCH | — | Erstveröffentlichung: 15. März 2019 Verkäufe: + 210.000                                           |
| 2019 | Better Nico Santos • Only Love, L (More Love Edition) | DE15 Platin · (26 Wo.)DE | AT17 Gold · (20 Wo.)AT | CH89 (5 Wo.)CH | — | Erstveröffentlichung: 16. August 2019 Verkäufe: + 415.000; mit Lena                               |
| 2019 | Play with Fire Nico Santos                            | DE54 Gold · (13 Wo.)DE | AT59 (6 Wo.)AT | CH66 Gold · (11 Wo.)CH | — | Erstveröffentlichung: 1. November 2019 Verkäufe: + 210.000                                        |
| 2020 | Like I Love You Nico Santos                           | DE24 Gold · (19 Wo.)DE | AT32 Platin · (18 Wo.)AT | CH54 (3 Wo.)CH | — | Erstveröffentlichung: 13. März 2020 Verkäufe: + 230.000; mit Topic                                |
| 2020 | Nothing to Lose Nico Santos                           | — | — | — | — | Erstveröffentlichung: 17. April 2020 mit ToTheMoon                                                |
| 2020 | Running Back to You Nico Santos (Special Edition)     | DE80 (4 Wo.)DE | — | — | — | Erstveröffentlichung: 9. Oktober 2020 mit Martin Jensen & Alle Farben                             |
| 2021 | Leere Hände –                                         | DE2 Gold · (12 Wo.)DE | AT5 (8 Wo.)AT | CH5 (13 Wo.)CH | — | Erstveröffentlichung: 9. April 2021 Verkäufe: + 200.000; als Santos feat. Sido & Samra            |
| 2021 | End of Summer –                                       | — | — | — | — | Erstveröffentlichung: 27. August 2021                                                             |
| 2021 | Would I Lie to You Ride                               | DE31 (1 Wo.)DE | — | — | — | Erstveröffentlichung: 10. September 2021                                                          |
| 2022 | In Your Arms (For an Angel) Ride                      | DE36 (16 Wo.)DE | AT— GoldAT | CH61 (1 Wo.)CH | — | Erstveröffentlichung: 28. Januar 2022 Verkäufe: + 35.000 feat. Robin Schulz, Topic & Paul van Dyk |
| 2022 | Weekend Lover Ride                                    | DE— aDE | — | — | — | Erstveröffentlichung: 10. Juni 2022                                                               |
| 2022 | One Day (I’m Gonna Break Your Heart) Ride             | — | — | — | — | Erstveröffentlichung: 14. Oktober 2022                                                            |
| 2023 | Number 1 Ride                                         | DE78 (3 Wo.)DE | — | — | — | Erstveröffentlichung: 17. März 2023                                                               |
| 2023 | Like Ice in the Sunshine –                            | — | — | — | — | Erstveröffentlichung: 28. April 2023 Original: Beagle Music Ltd.                                  |
| 2023 | All You Need Is Love –                                | — | — | — | — | Erstveröffentlichung: 19. Mai 2023 mit Jonas Blue & Nicky Romero                                  |
| 2023 | Where You Are –                                       | DE— bDE | — | — | — | Erstveröffentlichung: 27. Oktober 2023 feat. Fast Boy                                             |
| 2024 | Himmel leer –                                         | DE26 (3 Wo.)DE | — | CH81 (1 Wo.)CH | — | Erstveröffentlichung: 4. April 2024 als Santos feat. Jazeek                                       |
| 2024 | Human Being –                                         | — | — | — | — | Erstveröffentlichung: 12. Juli 2024                                                               |
| 2024 | Geschlossene Augen –                                  | DE4 (12 Wo.)DE | AT10 (5 Wo.)AT | CH12 (3 Wo.)CH | — | Erstveröffentlichung: 10. Oktober 2024 als Santos feat. Sido                                      |
| 2024 | Pieces –                                              | — | — | — | — | Erstveröffentlichung: 20. September 2024                                                          |
| 2024 | Ray of Light –                                        | — | — | — | — | Erstveröffentlichung: 1. November 2024                                                            |
| 2025 | Das Leben ruft –                                      | DE24 (4 Wo.)DE | — | — | — | Erstveröffentlichung: 9. Januar 2025 als Santos feat. Montez                                      |
| 2025 | Party Girls Don’t Cry –                               | DE68 (1 Wo.)DE | — | — | — | Erstveröffentlichung: 3. April 2025 als Santos feat. Yakary                                       |
| 2025 | Wer liebt dich jetzt? –                               | DE18 (3 Wo.)DE | AT34 (1 Wo.)AT | CH99 (1 Wo.)CH | — | Erstveröffentlichung: 1. Mai 2025 als Santos feat. Shirin David                                   |
| 2025 | Home, Pt. 2 –                                         | — | — | — | — | Erstveröffentlichung: 23. Mai 2025                                                                |
| 2025 | Wanta –                                               | — | — | — | — | Erstveröffentlichung: 2. Juni 2025                                                                |

### Als Gastmusiker
| Jahr | Titel Album                                     | Höchstplatzierung, Gesamtwochen, AuszeichnungChartplatzierungen (Jahr, Titel, Album, Platzierungen, Wochen, Auszeichnungen, Anmerkungen) | Höchstplatzierung, Gesamtwochen, AuszeichnungChartplatzierungen (Jahr, Titel, Album, Platzierungen, Wochen, Auszeichnungen, Anmerkungen) | Höchstplatzierung, Gesamtwochen, AuszeichnungChartplatzierungen (Jahr, Titel, Album, Platzierungen, Wochen, Auszeichnungen, Anmerkungen) | Höchstplatzierung, Gesamtwochen, AuszeichnungChartplatzierungen (Jahr, Titel, Album, Platzierungen, Wochen, Auszeichnungen, Anmerkungen) | Anmerkungen |
| Jahr | Titel Album                                     | DE | AT | CH | ES | Anmerkungen |
| --- | ----------------------------------------------- | --- | --- | --- | --- | --- |
| 2013 | Feel It! –                                      | — | — | — | — | Erstveröffentlichung: 29. November 2013 Jack Holiday & B-Case feat. Tony T. & Nico Santos                             |
| 2015 | Holding On Red 2K15                             | — | — | CH42 (5 Wo.)CH | — | Erstveröffentlichung: 20. Februar 2015 Mr.Da-Nos feat. Nico Santos                                                    |
| 2015 | Brothers in Arms –                              | — | — | — | — | Erstveröffentlichung: 11. Dezember 2015 Micar feat. Nico Santos                                                       |
| 2015 | Home –                                          | DE12 Platin · (33 Wo.)DE | AT10 (27 Wo.)AT | — | — | Erstveröffentlichung: 18. Dezember 2015 Verkäufe: + 470.000; Topic feat. Nico Santos                                  |
| 2016 | Waterfalls –                                    | — | — | — | — | Erstveröffentlichung: 15. Januar 2016 Lvndscape & Holland Park feat. Nico Santos                                      |
| 2017 | Lessons Parookaville 2017 (Sampler)             | — | — | — | — | Erstveröffentlichung: 30. Juni 2017 Moguai & Younotus feat. Nico Santos                                               |
| 2018 | 501 Die unendlichste Geschichte                 | — | — | — | — | Erstveröffentlichung: 21. Dezember 2018 SDP feat. Teesy & Nico Santos                                                 |
| 2019 | Unlove –                                        | — | — | — | — | Erstveröffentlichung: 10. November 2019 Lucas Rieger feat. Nico Santos                                                |
| 2020 | Best of Us –                                    | DE78 Gold · (8 Wo.)DE | — | — | — | Erstveröffentlichung: 25. Juni 2020 Verkäufe: + 200.000; als Teil von Wier                                            |
| 2020 | Fastlane Sold                                   | DE9 (8 Wo.)DE | AT17 Gold · (4 Wo.)AT | CH29 (3 Wo.)CH | — | Erstveröffentlichung: 30. Juli 2020 Verkäufe: + 15.000; Jamule feat. Santos                                           |
| 2020 | Moonlight Afterhour                             | DE— cDE | — | — | — | Erstveröffentlichung: 24. September 2020 Fourty feat. Santos                                                          |
| 2020 | Treat You Right –                               | DE— dDE | — | — | — | Erstveröffentlichung: 18. Dezember 2020 Maël & Jonas feat. Nico Santos                                                |
| 2021 | Ihr kriegt uns nie mehr klein Boom Schakkalakka | — | — | — | — | Erstveröffentlichung: 19. November 2021 Dikka feat. Various Artists                                                   |
| 2021 | When It Goes Down –                             | — | — | — | — | Erstveröffentlichung: 17. Dezember 2021 Gugu Zulu feat. Nico Santos                                                   |
| 2022 | Better Days –                                   | — | — | — | — | Erstveröffentlichung: 22. April 2022 als Teil von Wier                                                                |
| 2022 | Eis Eis Baby Boom Schakkalakka                  | — | — | — | — | Erstveröffentlichung: 22. Juli 2022 Dikka feat. Santi                                                                 |
| 2022 | Candela The Best of 2015–2022                   | DE— eDE | — | — | — | Erstveröffentlichung: 26. August 2022 Alvaro Soler feat. Nico Santos                                                  |
| 2023 | Die Sonne Die Hoffnung klaut mir niemand        | DE1 Gold · (23 Wo.)DE | AT18 (3 Wo.)AT | CH21 (2 Wo.)CH | — | Erstveröffentlichung: 8. November 2023 Verkäufe: + 300.000; Kontra K feat. Santos                                     |
| 2025 | Zusammen –                                      | DE31 (… Wo.)DE | — | — | — | Erstveröffentlichung: 24. Juli 2025 SDP feat. Clueso, Elif, Esther Graf, Kontra K, Montez, Querbeat & Nico Santos     |
| Folgende Lieder erschienen nicht als Single, wurden aber durch das Album zum Download und Streaming bereitgestellt und konnten somit eine Platzierung erlangen: |                                                 | | | | | |
| |                                                 | | | | | |
| 2016 | Sex ohne Grund Rumble in the Jungle             | DE27 Platin · (25 Wo.)DE | AT42 (1 Wo.)AT | — | — | Videoauskopplung: 11. Mai 2016 Charteinstieg: 10. Juni 2016 Verkäufe: + 400.000 Ali Bumaye feat. Shindy & Nico Santos |
| 2019 | Purple Rain Berlin lebt 2                       | DE50 Gold · (3 Wo.)DE | — | — | — | Charteinstieg: 25. Oktober 2019 Verkäufe: + 200.000; Capital Bra & Samra feat. Santos                                 |

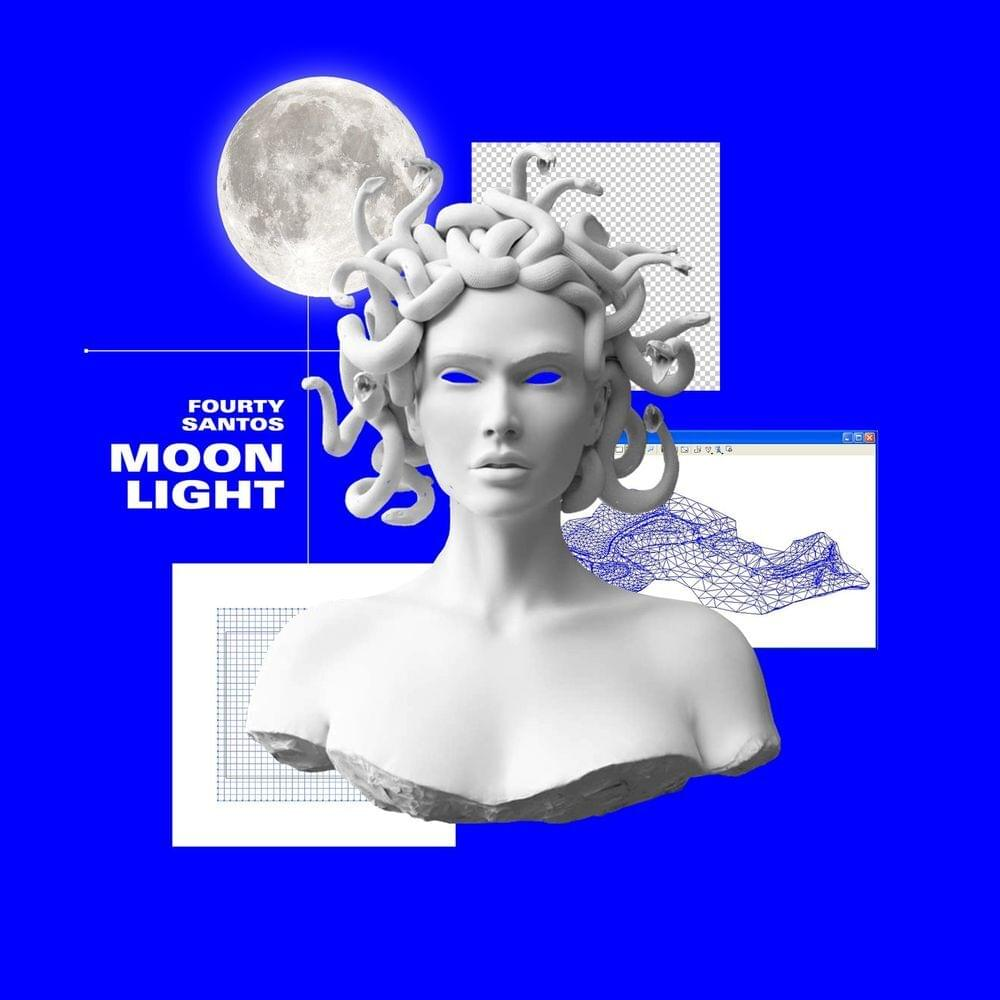
Frontcover zu Moonlight
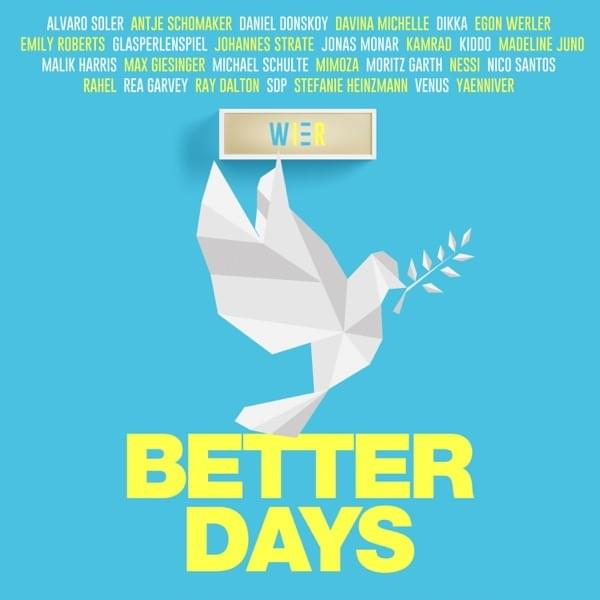
Frontcover zu Better Days

## Musikvideos
| Jahr | Titel                         | Regie                               |
| ---- | ----------------------------- | ----------------------------------- |
| 2014 | Symphony                      | Gamble Productions                  |
| 2015 | Home                          | Marvin Ströter                      |
| 2016 | Sex ohne Grund                | MacDuke                             |
| 2016 | More than a Friend            |                                     |
| 2017 | Goodbye to Love               | Vi-Dan Tran                         |
| 2017 | Rooftop                       | Marvin Ströter                      |
| 2018 | Haie                          | Lennart Brede                       |
| 2018 | Safe                          | Marvin Ströter                      |
| 2018 | Oh Hello                      | Marvin Ströter                      |
| 2018 | 501                           | Basti Mowka, SDP, Benni Zech        |
| 2019 | Unforgettable                 | Marvin Ströter                      |
| 2019 | Better                        | Plug                                |
| 2019 | Unlove                        | Marvin Ströter                      |
| 2019 | Play with Fire                | Marvin Ströter                      |
| 2020 | Like I Love You               | Marvin Ströter                      |
| 2020 | Nothing to Lose               | Lennart Fränkel                     |
| 2020 | Changed                       | Marvin Ströter                      |
| 2020 | Walk in Your Shoes            |                                     |
| 2020 | Fastlane                      | Allan Anders                        |
| 2020 | Best of Us                    |                                     |
| 2020 | Moonlight                     | Hely Doan, Traviez the Director     |
| 2020 | Running Back to You           |                                     |
| 2020 | Wings                         | Stephanie Hasenkrug, Benjamin Vogel |
| 2021 | Leere Hände                   | Jakub Rzucidlo                      |
| 2021 | End of Summer                 | Jakub Rzucidlo, Tatjana Wenig       |
| 2021 | Would I Lie to You            | Jakub Rzucidlo, Tatjana Wenig       |
| 2021 | Ihr kriegt uns nie mehr klein | Alexander Gellner                   |
| 2022 | In Your Arms (For an Angel)   | Marvin Ströter                      |
| 2022 | Weekend Lover                 | Jakub Rzucidlo, Tatjana Wenig       |
| 2022 | Eis Eis Baby                  | Alexander Gellner                   |
| 2022 | Candela                       |                                     |
| 2023 | Number 1                      | Marvin Ströter                      |
| 2023 | Like Ice in the Sunshine      | Royd Ringdahl                       |
| 2023 | Where You Are                 | Weinfluencepeople                   |
| 2023 | Die Sonne                     | Kontra K, Leon Schmidt              |
| 2024 | Himmel leer                   | Alyh                                |
| 2024 | Geschlossene Augen            | Jen Krause                          |
| 2024 | Ray of Light                  | Marvin Ströter                      |
| 2025 | Das Leben ruft                | Christoph Szulecki                  |
| 2025 | Party Girls Don’t Cry         | Kurt Ipekkaya                       |
| 2025 | Wer liebt dich jetzt?         | Shaho Casado                        |
| 2025 | Zusammen                      | Serge Mattukat                      |

## Autorenbeteiligungen und Produktionen
Nico Santos als Autor (A) und Produzent (P) in den Charts

| Jahr | Titel Interpretation                                                  | Höchstplatzierung, Gesamtwochen, AuszeichnungChartplatzierungen (Jahr, Titel, Interpretation, Platzierungen, Wochen, Auszeichnungen, Anmerkungen) | Höchstplatzierung, Gesamtwochen, AuszeichnungChartplatzierungen (Jahr, Titel, Interpretation, Platzierungen, Wochen, Auszeichnungen, Anmerkungen) | Höchstplatzierung, Gesamtwochen, AuszeichnungChartplatzierungen (Jahr, Titel, Interpretation, Platzierungen, Wochen, Auszeichnungen, Anmerkungen) | Höchstplatzierung, Gesamtwochen, AuszeichnungChartplatzierungen (Jahr, Titel, Interpretation, Platzierungen, Wochen, Auszeichnungen, Anmerkungen) | Anmerkungen                                                  |
| Jahr | Titel Interpretation                                                  | DE | AT | CH | ES | Anmerkungen                                                  |
| --- | --------------------------------------------------------------------- | --- | --- | --- | --- | ------------------------------------------------------------ |
| 2015 | Holding On A Mr.Da-Nos feat. Nico Santos                              | — | — | CH42 (5 Wo.)CH | — | Erstveröffentlichung: 20. Februar 2015                       |
| 2015 | Home A Topic feat. Nico Santos                                        | DE12 Platin · (33 Wo.)DE | AT10 (27 Wo.)AT | — | — | Erstveröffentlichung: 18. Dezember 2015 Verkäufe: + 470.000  |
| 2016 | Wir sind groß A Mark Forster                                          | DE3 Platin · (29 Wo.)DE | AT18 Gold · (20 Wo.)AT | CH16 Platin · (20 Wo.)CH | — | Erstveröffentlichung: 8. April 2016 Verkäufe: + 445.000      |
| 2016 | Roli P Shindy                                                         | DE14 (6 Wo.)DE | AT26 (1 Wo.)AT | CH38 (1 Wo.)CH | — | Erstveröffentlichung: 11. November 2016                      |
| 2017 | So schön kaputt A SDP                                                 | DE40 Gold · (14 Wo.)DE | — | — | — | Erstveröffentlichung: 13. Januar 2017 Verkäufe: + 200.000    |
| 2017 | Rápido, Brusco, Violento A Juan Magán feat. BnK                       | — | — | — | ES31 Platin · (40 Wo.)ES | Erstveröffentlichung: 24. März 2017 Verkäufe: + 40.000       |
| 2017 | Lost in You A Lena                                                    | DE58 (1 Wo.)DE | AT72 (1 Wo.)AT | — | — | Erstveröffentlichung: 14. April 2017                         |
| 2017 | If I Wasn’t Your Daughter A Lena                                      | DE35 (4 Wo.)DE | AT54 (2 Wo.)AT | CH31 (3 Wo.)CH | — | Erstveröffentlichung: 6. Juni 2017                           |
| 2017 | Hellrot A Prinz Pi feat. Bosse                                        | DE82 (1 Wo.)DE | — | — | — | Erstveröffentlichung: 4. August 2017                         |
| 2017 | Rooftop A Nico Santos                                                 | DE5 ×2Doppelplatin · (32 Wo.)DE | AT2 Platin · (24 Wo.)AT | CH5 ×5Fünffachplatin · (29 Wo.)CH | — | Erstveröffentlichung: 29. September 2017 Verkäufe: + 930.000 |
| 2017 | Achterbahn A Helene Fischer                                           | DE10 Platin · (14 Wo.)DE | AT37 Platin · (1 Wo.)AT | CH25 (3 Wo.)CH | — | Erstveröffentlichung: 20. Oktober 2017 Verkäufe: + 430.000   |
| 2017 | Déjate llevar A Juan Magán mit Belinda, Manuel Turizo, Snova & B-Case | — | — | — | ES8 ×2Doppelplatin · (25 Wo.)ES | Erstveröffentlichung: 28. November 2017 Verkäufe: + 170.000  |
| 2018 | Safe A Nico Santos                                                    | DE24 Gold · (18 Wo.)DE | AT23 Gold · (16 Wo.)AT | CH36 ×2Doppelplatin · (16 Wo.)CH | — | Erstveröffentlichung: 1. Juni 2018 Verkäufe: + 255.000       |
| 2018 | Escondidos A Juan Magán / B-Case                                      | — | — | — | ES87 (1 Wo.)ES | Erstveröffentlichung: 13. Juli 2018                          |
| 2018 | Tausend Tattoos A Sido                                                | DE2 ×3Dreifachgold · (29 Wo.)DE | AT3 (28 Wo.)AT | CH3 (26 Wo.)CH | — | Erstveröffentlichung: 26. Oktober 2018 Verkäufe: + 600.000   |
| 2019 | Unforgettable A Nico Santos                                           | DE66 Gold · (10 Wo.)DE | AT63 (8 Wo.)AT | CH— GoldCH | — | Erstveröffentlichung: 15. März 2019 Verkäufe: + 210.000      |
| 2019 | Better A Lena x Nico Santos                                           | DE15 Platin · (26 Wo.)DE | AT17 Gold · (20 Wo.)AT | CH89 (5 Wo.)CH | — | Erstveröffentlichung: 16. August 2019 Verkäufe: + 415.000    |
| 2019 | Play with Fire A Nico Santos                                          | DE54 Gold · (13 Wo.)DE | AT59 (6 Wo.)AT | CH66 Gold · (11 Wo.)CH | — | Erstveröffentlichung: 1. November 2019 Verkäufe: + 210.000   |
| 2019 | Meine 3 Minuten A Freschta Akbarzada feat. Sido                       | DE33 (4 Wo.)DE | AT51 (2 Wo.)AT | CH4 (10 Wo.)CH | — | Erstveröffentlichung: 10. November 2019                      |
| 2020 | Like I Love You A Nico Santos & Topic                                 | DE24 Gold · (19 Wo.)DE | AT32 Platin · (18 Wo.)AT | CH54 (3 Wo.)CH | — | Erstveröffentlichung: 13. März 2020 Verkäufe: + 230.000      |
| 2020 | Best of Us A Wier                                                     | DE78 Gold · (8 Wo.)DE | — | — | — | Erstveröffentlichung: 25. Juni 2020 Verkäufe: + 200.000      |
| 2020 | Fastlane A Jamule feat. Santos                                        | DE9 (8 Wo.)DE | AT17 Gold · (4 Wo.)AT | CH29 (3 Wo.)CH | — | Erstveröffentlichung: 31. Juli 2020 Verkäufe: + 15.000       |
| 2020 | Running Back to You A Martin Jensen, Nico Santos & Alle Farben        | DE80 (4 Wo.)DE | — | — | — | Erstveröffentlichung: 9. Oktober 2020                        |
| 2021 | Leere Hände A Santos feat. Sido & Samra                               | DE2 Gold · (12 Wo.)DE | AT5 (8 Wo.)AT | CH5 (13 Wo.)CH | — | Erstveröffentlichung: 9. April 2021 Verkäufe: + 200.000      |
| 2021 | Mañana A Alvaro Soler feat. Cali y El Dandee                          | DE98 (3 Wo.)DE | — | CH53 (5 Wo.)CH | ES— GoldES | Erstveröffentlichung: 2. Juli 2021 Verkäufe: + 30.000        |
| 2021 | Vamos a marte A Helene Fischer feat. Luis Fonsi                       | DE2 Gold · (15 Wo.)DE | AT10 Gold · (8 Wo.)AT | CH7 (2 Wo.)CH | — | Erstveröffentlichung: 6. August 2021 Verkäufe: + 215.000     |
| 2021 | Would I Lie to You A Nico Santos                                      | DE31 (1 Wo.)DE | — | — | — | Erstveröffentlichung: 10. September 2021                     |
| 2022 | Eigentlich A Lea feat. 01099                                          | DE19 (7 Wo.)DE | AT48 (1 Wo.)AT | CH64 (1 Wo.)CH | — | Erstveröffentlichung: 15. Juli 2022                          |
| 2023 | Number 1 A Nico Santos                                                | DE78 (3 Wo.)DE | — | — | — | Erstveröffentlichung: 17. März 2023                          |
| 2023 | Die Sonne A Kontra K feat. Santos                                     | DE1 (23 Wo.)DE | AT18 (3 Wo.)AT | CH21 (2 Wo.)CH | — | Erstveröffentlichung: 8. November 2023                       |
| 2024 | Himmel leer A Santos feat. Jazeek                                     | DE26 (3 Wo.)DE | — | CH81 (1 Wo.)CH | — | Erstveröffentlichung: 4. April 2024                          |
| 2024 | Geschlossene Augen A Santos feat. Sido                                | DE4 (12 Wo.)DE | AT10 (5 Wo.)AT | CH12 (3 Wo.)CH | — | Erstveröffentlichung: 10. Oktober 2024                       |
| 2025 | Das Leben ruft A Santos feat. Montez                                  | DE24 (4 Wo.)DE | — | — | — | Erstveröffentlichung: 9. Januar 2025                         |
| 2025 | Party Girls Don’t Cry A Santos feat. Yakary                           | DE68 (1 Wo.)DE | — | — | — | Erstveröffentlichung: 3. April 2025                          |
| 2025 | Wer liebt dich jetzt? A Santos feat. Shirin David                     | DE18 (3 Wo.)DE | AT34 (1 Wo.)AT | CH99 (1 Wo.)CH | — | Erstveröffentlichung: 1. Mai 2025                            |
| Folgende Lieder erschienen nicht als Single, wurden aber durch das Album zum Download und Streaming bereitgestellt und konnten somit eine Platzierung erlangen: |                                                                       | | | | |                                                              |
| |                                                                       | | | | |                                                              |
| 2015 | Brot brechen A, P Bushido & Shindy                                    | DE87 (1 Wo.)DE | — | — | — | Charteinstieg: 13. November 2015                             |
| 2016 | Sex ohne Grund A Ali Bumaye feat. Shindy & Nico Santos                | DE27 Platin · (25 Wo.)DE | AT42 (1 Wo.)AT | — | — | Charteinstieg: 10. Juni 2016 Verkäufe: + 400.000             |
| 2016 | Dreams A Shindy                                                       | DE93 (1 Wo.)DE | — | — | — | Charteinstieg: 18. November 2016                             |
| 2016 | Statements P Shindy feat. Bushido                                     | DE67 (1 Wo.)DE | AT63 (1 Wo.)AT | CH83 (1 Wo.)CH | — | Charteinstieg: 18. November 2016                             |
| 2016 | Art of War P Shindy feat. Bushido                                     | — | — | CH98 (1 Wo.)CH | — | Charteinstieg: 20. November 2016                             |
| 2017 | Papa A Bushido                                                        | DE17 Gold · (7 Wo.)DE | AT26 (5 Wo.)AT | CH25 (3 Wo.)CH | — | Charteinstieg: 2. Juni 2017 Verkäufe: + 200.000              |
| 2017 | Das Original A Prinz Pi feat. Mark Forster                            | DE59 (1 Wo.)DE | — | — | — | Charteinstieg: 10. November 2017                             |
| 2019 | Purple Rain A Capital Bra & Samra feat. Santos                        | DE50 Gold · (3 Wo.)DE | — | — | — | Charteinstieg: 25. Oktober 2019 Verkäufe: + 200.000          |
| 2022 | Nur für dich A Kontra K                                               | DE42 Gold · (17 Wo.)DE | AT73 (1 Wo.)AT | — | — | Charteinstieg: 13. September 2022 Verkäufe: + 300.000        |

## Promoveröffentlichungen
| Jahr | Titel Album                                                                                        | Anmerkungen                                                                                    |
| ---- | -------------------------------------------------------------------------------------------------- | ---------------------------------------------------------------------------------------------- |
| 2014 | Lucky L –                                                                                          | Erstveröffentlichung: 4. April 2014 B-Case feat. Nico Santos                                   |
| 2014 | Won’t Let You Fall –                                                                               | Erstveröffentlichung: 7. Juli 2014 Gigo’n’Migo & Lifters feat. Nico Santos                     |
| 2016 | Closer –                                                                                           | Erstveröffentlichung: 9. Dezember 2016 halloleni feat. Nico Santos; Original: The Chainsmokers |
| 2020 | Auf das, was da noch kommt Sing meinen Song – Das Tauschkonzert, Vol. 7 (Deluxe Edition) (Sampler) | Erstveröffentlichung: 6. Mai 2020 Original: Lotte & Max Giesinger                              |
| 2020 | Lay Your Weapons Down Sing meinen Song – Das Tauschkonzert, Vol. 7 (Deluxe Edition) (Sampler)      | Erstveröffentlichung: 19. Mai 2020 Original: Ilse DeLange                                      |
| 2023 | Das Beste Sing meinen Song – Das Tauschkonzert, Vol. 10 (Sampler)                                  | Erstveröffentlichung: 26. April 2023 Original: Silbermond                                      |
| 2023 | Schwarz Sing meinen Song – Das Tauschkonzert, Vol. 10 (Sampler)                                    | Erstveröffentlichung: 3. Mai 2023 Original: Lea feat. Casper                                   |
| 2023 | Someday Sing meinen Song – Das Tauschkonzert, Vol. 10 (Sampler)                                    | Erstveröffentlichung: 10. Mai 2023 Original: Montez – Irgendwann da                            |
| 2023 | 37 Grad im Paradies Sing meinen Song – Das Tauschkonzert, Vol. 10 (Sampler)                        | Erstveröffentlichung: 17. Mai 2023 Original: Clueso                                            |

## Sonderveröffentlichungen

### Alben
| Jahr | Titel Musiklabel                                                       | Anmerkungen                                            |
| ---- | ---------------------------------------------------------------------- | ------------------------------------------------------ |
| 2023 | Nico Santos bei Sing meinen Song, Vol. 10 Music for Millions (Tonpool) | Erstveröffentlichung: 19. Mai 2023 Mini-TV-Kompilation |

### Lieder
| Jahr | Titel Album                                     | Anmerkungen                                                                      |
| ---- | ----------------------------------------------- | -------------------------------------------------------------------------------- |
| 2015 | Holding On Red 2K15                             | Erstveröffentlichung: 21. August 2015 Mr.Da-Nos feat. Nico Santos                |
| 2015 | Here Comes the Sun Fack Ju Göthe 2 (O.S.T.)     | Erstveröffentlichung: 11. September 2015 Djorkaeff & Beatzarre feat. Nico Santos |
| 2015 | It’s Gonna Be Alright Fack ju Göhte 2 (O.S.T.)  | Erstveröffentlichung: 11. September 2015 Djorkaeff & Beatzarre feat. Nico Santos |
| 2016 | Sex ohne Grund Rumble in the Jungle             | Erstveröffentlichung: 3. Juni 2016 Ali Bumaye feat. Shindy & Nico Santos         |
| 2016 | Dreams                                          | Erstveröffentlichung: 11. November 2016 Shindy feat. Nico Santos                 |
| 2016 | Monogramm Dreams                                | Erstveröffentlichung: 11. November 2016 Shindy feat. Nico Santos                 |
| 2017 | Haie Royal Bunker                               | Erstveröffentlichung: 29. September 2017 Kool Savas & Sido feat. Santos          |
| 2017 | More than a Friend Uncovered                    | Erstveröffentlichung: 29. September 2017 Robin Schulz feat. Nico Santos          |
| 2018 | Fuego Mar de Colores                            | Erstveröffentlichung: 7. September 2018 Alvaro Soler feat. Nico Santos           |
| 2019 | S auf der Brust KKS                             | Erstveröffentlichung: 1. Februar 2019 Kool Savas feat. Nico Santos & Sido        |
| 2019 | 501 Die unendlichste Geschichte                 | Erstveröffentlichung: 1. März 2019 SDP feat. Teesy & Nico Santos                 |
| 2019 | Fällig Ich und keine Maske                      | Erstveröffentlichung: 27. September 2019 Sido feat. Nico Santos                  |
| 2019 | Purple Rain Berlin lebt 2                       | Erstveröffentlichung: 4. Oktober 2019 Capital Bra & Samra feat. Santos           |
| 2020 | Seitdem ich klein bin CB7                       | Erstveröffentlichung: 18. September 2020 Capital Bra feat. Santos                |
| 2021 | Fastlane Sold                                   | Erstveröffentlichung: 30. April 2021 Jamule feat. Santos                         |
| 2021 | Moonlight Afterhour                             | Erstveröffentlichung: 18. Juni 2021 Fourty feat. Santos                          |
| 2022 | Candela The Best of 2015–2022                   | Erstveröffentlichung: 26. August 2022 Alvaro Soler feat. Nico Santos             |
| 2022 | Eis Eis Baby Boom Schakkalakka                  | Erstveröffentlichung: 26. August 2022 Dikka feat. Santi                          |
| 2022 | Ihr kriegt uns nie mehr klein Boom Schakkalakka | Erstveröffentlichung: 26. August 2022 Dikka feat. Various Artists                |
| 2023 | Die Sonne Die Hoffnung klaut mir niemand        | Erstveröffentlichung: 9. November 2023 Kontra K feat. Santos                     |

| Jahr | Titel Interpretation  | Anmerkungen                         |
| ---- | --------------------- | ----------------------------------- |
| 2020 | This City Sam Fischer | Erstveröffentlichung: 26. Juni 2020 |

| Jahr | Titel Album                                                                              | Anmerkungen                                                                  |
| ---- | ---------------------------------------------------------------------------------------- | ---------------------------------------------------------------------------- |
| 2017 | Lessons Parookaville 2017                                                                | Erstveröffentlichung: 14. Juli 2017 Moguai & Younotus feat. Nico Santos      |
| 2019 | Hottest Girl Dein Song 2019                                                              | Erstveröffentlichung: 15. März 2019 mit Levent Geiger                        |
| 2020 | 110 (Prolog) Sing meinen Song – Das Tauschkonzert, Vol. 7 (Deluxe Edition)               | Erstveröffentlichung: 22. Mai 2020 Original: Lea                             |
| 2020 | Auf das, was da noch kommt Sing meinen Song – Das Tauschkonzert, Vol. 7 (Deluxe Edition) | Erstveröffentlichung: 22. Mai 2020 Original: Lotte & Max Giesinger           |
| 2020 | Et voilà Sing meinen Song – Das Tauschkonzert, Vol. 7                                    | Erstveröffentlichung: 22. Mai 2020 Original: Michael Patrick Kelly           |
| 2020 | Lay Your Weapons Down Sing meinen Song – Das Tauschkonzert, Vol. 7 (Deluxe Edition)      | Erstveröffentlichung: 22. Mai 2020 Original: Ilse DeLange                    |
| 2020 | Mama Sing meinen Song – Das Tauschkonzert, Vol. 7 (Deluxe Edition)                       | Erstveröffentlichung: 22. Mai 2020 Original: MoTrip feat. Haftbefehl         |
| 2020 | Rooftop Sing meinen Song – Das Tauschkonzert, Vol. 7 (Deluxe Edition)                    | Erstveröffentlichung: 22. Mai 2020 mit Ilse DeLange                          |
| 2020 | Wir werden uns wiedersehen Sing meinen Song – Das Tauschkonzert, Vol. 7 (Deluxe Edition) | Erstveröffentlichung: 22. Mai 2020 Original: Selig                           |
| 2020 | Wir werden uns wiedersehen Sing meinen Song – Das Tauschkonzert, Vol. 7                  | Erstveröffentlichung: 22. Mai 2020 mit Jan Plewka; Original: Selig           |
| 2020 | Wenn du richtig glücklich bist Giraffenaffen 6                                           | Erstveröffentlichung: 3. Juli 2020 Original: If You’re Happy and You Know It |
| 2023 | 37 Grad im Paradies Sing meinen Song – Das Tauschkonzert, Vol. 10                        | Erstveröffentlichung: 19. Mai 2023 Original: Clueso                          |
| 2023 | Das Beste Sing meinen Song – Das Tauschkonzert, Vol. 10                                  | Erstveröffentlichung: 19. Mai 2023 Original: Silbermond                      |
| 2023 | Frei Sing meinen Song – Das Tauschkonzert, Vol. 10                                       | Erstveröffentlichung: 19. Mai 2023 Original: Alli Neumann                    |
| 2023 | Mi tierra Sing meinen Song – Das Tauschkonzert, Vol. 10                                  | Erstveröffentlichung: 19. Mai 2023 Original: Johannes Oerding – Heimat       |
| 2023 | Play with Fire Sing meinen Song – Das Tauschkonzert, Vol. 10                             | Erstveröffentlichung: 19. Mai 2023 mit Clueso                                |
| 2023 | Schwarz Sing meinen Song – Das Tauschkonzert, Vol. 10                                    | Erstveröffentlichung: 19. Mai 2023 Original: Lea feat. Casper                |
| 2023 | Someday Sing meinen Song – Das Tauschkonzert, Vol. 10                                    | Erstveröffentlichung: 19. Mai 2023 Original: Montez – Irgendwann da          |

| Jahr | Titel Soundtrack                      | Anmerkungen                                                                      |
| ---- | ------------------------------------- | -------------------------------------------------------------------------------- |
| 2015 | Here Comes the Sun Fack ju Göhte 2    | Erstveröffentlichung: 11. September 2015 Djorkaeff & Beatzarre feat. Nico Santos |
| 2015 | It’s Gonna Be Alright Fack ju Göhte 2 | Erstveröffentlichung: 11. September 2015 Djorkaeff & Beatzarre feat. Nico Santos |
| 2020 | Wings Drachenreiter                   | Erstveröffentlichung: 15. Oktober 2020                                           |

## Statistik

### Chartauswertung
|                     | DE    | AT    | CH    | ES    |
| ------------------- | ----- | ----- | ----- | ----- |
| Nummer-eins-Alben   | DE—DE | AT—AT | CH—CH | ES—ES |
| Top-10-Alben        | DE2DE | AT1AT | CH1CH | ES—ES |
| Alben in den Charts | DE3DE | AT3AT | CH3CH | ES—ES |

|                       | DE     | AT     | CH     | ES    |
| --------------------- | ------ | ------ | ------ | ----- |
| Nummer-eins-Singles   | DE1DE  | AT—AT  | CH—CH  | ES—ES |
| Top-10-Singles        | DE5DE  | AT4AT  | CH2CH  | ES—ES |
| Singles in den Charts | DE23DE | AT13AT | CH13CH | ES—ES |

|                       | DE     | AT     | CH     | ES    |
| --------------------- | ------ | ------ | ------ | ----- |
| Nummer-eins-Singles   | DE1DE  | AT—AT  | CH—CH  | ES—ES |
| Top-10-Singles        | DE8DE  | AT6AT  | CH5CH  | ES1ES |
| Singles in den Charts | DE37DE | AT23AT | CH21CH | ES3ES |

|                       | DE    | AT    | CH    | ES    |
| --------------------- | ----- | ----- | ----- | ----- |
| Nummer-eins-Singles   | DE—DE | AT—AT | CH—CH | ES—ES |
| Top-10-Singles        | DE—DE | AT—AT | CH—CH | ES—ES |
| Singles in den Charts | DE3DE | AT2AT | CH3CH | ES—ES |

### Auszeichnungen für Musikverkäufe
| Goldene Schallplatte - Brasilien - 2024: für die Single In Your Arms (For an Angel) Platin-Schallplatte - Australien - 2016: für die Single Home | 3× Goldene Schallplatte - Mexiko - 2018: für die Autorenbeteiligung Déjate llevar |

Anmerkung: Auszeichnungen in Ländern aus den Charttabellen bzw. Chartboxen sind in ebendiesen zu finden.
| Land/RegionAuszeichnungen für Musikverkäufe (Land/Region, Auszeichnungen, Verkäufe, Quellen) | Gold       | Platin       | Verkäufe  | Quellen                    |
| -------------------------------------------------------------------------------------------- | ---------- | ------------ | --------- | -------------------------- |
| Australien (ARIA)                                                                            | —          | Platin1      | 70.000    | aria.com.au                |
| Brasilien (PMB)                                                                              | Gold1      | —            | 20.000    | pro-musicabr.org.br        |
| Deutschland (BVMI)                                                                           | 13× Gold13 | 8× Platin8   | 6.000.000 | musikindustrie.de          |
| Mexiko (AMPROFON)                                                                            | Gold1      | Platin1      | 90.000    | amprofon.com.mx            |
| Österreich (IFPI)                                                                            | 6× Gold6   | 3× Platin3   | 180.000   | ifpi.at                    |
| Schweiz (IFPI)                                                                               | 3× Gold3   | 9× Platin9   | 220.000   | hitparade.ch musikwoche.de |
| Spanien (Promusicae)                                                                         | Gold1      | 3× Platin3   | 150.000   | elportaldemusica.es        |
| Insgesamt                                                                                    | 25× Gold25 | 25× Platin25 |           |                            |